# سليمان فليح السبيعي
سليمان فليح لافي العنزي (1951 - 21 أغسطس 2013) شاعر وناقد سعودي - كويتي. ولد في بادية الكويت. من دواوينه الشعرية الغناء في صحراء الألم 1979 وأحزان البدو الرُّحَّل 1981 وهبوب الجهات. ترجمت أعماله لعدد من اللغات منها الإنجليزية والروسية والفرنسية والصربواكيـة.

## حياته
ولد سليمان بين عامي 1951-1952 كما ذكر بعض رواة القبيلة بالقرب من الحدود الشمالية للمملكة العربية السعودية وتحديدًا في صحراء الحماد، يروي سليمان مقتطفات عن طفولته قائلا: «وضعتني أمي تحت شجيرة في الصحراء، ولفّتني بطرف عباءتها. ثم سارت تغني في ركب القبيلة الظاعنة نحو حدود الغيم بحثاً عن الكلأ والماء. عشت طفولة بائسة بين رعي صغار الغنم، ورعي الضأن، ورعي عدة نوق عجفاء، وهي آخر ما تبقى للأهل بعد سنوات متوالية من الجدب والقحط والجوع. مات أبي خلال تلك الظروف بسبب فقر الدم وداء السل الرهيب. ثم تزوجت أمي من رجل آخر، وتعهد بتربيتي خالي العظيم ثم وفي ميعة الصبا والشباب عدت إلى قبيلتي التي طوت خيام الترحال، وتوزعت بين المملكة والكويت لتستقر نهائياً في هذين البلدين العزيزين. »
التحق سليمان بالجيش الكويتي عام 1970 وتقاعد في أوائل 1997م، تدرب خلال تلك المدة على العمل الصحفي في جريدة السياسة الكويتية، وكتب أولى مقالاته (هذرولوجيا) فيها، ثم انتقل لصحيفة الجزيرة السعودية في العام 2004م. وكتب بنفس المسمى زاويته بشكل شبه يومي.

## حياته الخاصة

### أبناءه
- الإعلامي والكاتب سامي سليمان الفليّح، صدر له: الأعمال الشعرية الكاملة 1951-2013م - دار سعاد الصباح الكويت
- الكاتب والشاعر بسام سليمان الفليّح، صدرله: ديوان شي ماء وديوان أوراق الولد البدوي
- باسم سليمان الفليّح
- الشاعر والباحث أسامة سليمان الفليّح، صدر له: عدسة التاريخ 2015م ومدائن ماحولها 2017م - دار العربية
- سعد سليمان الفليّح
- الشاعر مساعد سليمان الفليّح
- الشاعر سعود سليمان الفليّح - ديوان شعر تحت الطبع

## وفاته
تُوفي مساء الأربعاء 21 أغسطس 2013 في عمان بالأردن أثر أزمة صحية مفاجئة.

## أعماله الأدبية

### دواوين شعر
- ديوان الغناء في صحراء الألم (1979)- دار السياسة – الكويت.[2]
- ديوان أحزان البدو الرحل (1980)- دار الربيعان - الكويت
- ديوان ذئاب الليالي (1993) – سعاد الصباح – الكويت
- ديوان الرعاة على مشارف الفجر (1996) – دار قرطاس – الكويت
- ديوان رسوم متحركة (1996)- دار قرطاس – الكويت
- البرق فوق البردويل (2009)- النادي الأدبي بالجوف
- الأعمال الشعرية الكاملة (1951 - 2013).

## تناول الأدباء دراسة شعر الفليّح
1. دراسة الدكتور عبده بدوي ديوان من الكويت 1981 | أديب مصري
2. دراسة بقلم خليل العبويني من كتاب نافذة إلى رؤية نقدية عام1982 | أديب أردني
3. رؤية نقدية: الغناء في صحراء الألم أو مكابدات العازف المنفرد والمغني المقطوع الرأس ! بقلم / محمد يوسف / مجلة مرآه الأمة 16 يناير 1980 /العدد 426 | أديب مصري
4. الفليّح غني في صحراء الألم دون أن يسمعه الآخرون - فيصل السعد | أديب عراقي
5. سخرية.. وكاريكاتورا اجتماعي نافذ بقلم: نادي حافظ / مجلة الحرس الوطني، ربيع الآخر 1418هـ أغسطس 1997م | أديب مصري مقيم بالكويت
6. الكلمات تتحول إلى طلقات والصور والدلالات جمرات تحرق/ أمين مرسي – الحدث – العدد 50 – سبتمبر 2000م| أديب مصري
7. سليمان الفليح في ذئاب الليالي جدد البيعة للانتماء الصحراوي وأعلن العشق للحياة واضحا رغم الوجع – بقلم: محمد حسن مصطفى – مجلة حياتنا – العدد 323 – 4/12/1993م | شاعر مصري
8. القبيلة العربية في شعر سليمان الفليّح / علي عبد الفتاح | أديب مصري
9. الشاعر سليمان الفليّح والصور المستمدة من واقع المعاناة د /عبد القادر كراجة | أديب فلسطيني
10. سليمان الفليح تشعر حين تقرؤه انه شاعر قديم. لان شعره رغم الشكل الحديث تشم فيه رائحة الزمن منذ عمر بن أبي ربيعة وجرير والمتنبي بقلم محمود السعدني | أديب مصري
11. دراسة الدكتورة نجمة إدريس أسفار الترحّل والهجرومرجعياتها في شعر سليمان الفليح 1993م | أديبة كويتية
12. رسالة الماجستير أ. شتيوي الغيثي حداثة البدوي - قلق الهوية في الخطاب الشعري: سليمان الفليح نموذجا (لامتياز مع درجة الشرف الأولى في الماجستير) الجامعة الإسلامية بالمدينة المنورة 2015م | كاتب وشاعر سعودي
13. رسالة الماجستير أ. فيحاء المرزوقي: في جماليات التشكيل في شعر سليمان الفليح (الامتياز)جامعة الطائف 2016م | طالبة سعودية

## جوائز

### الدروع الثقافية
1. الكويت المجلس الوطني للثقافة والفنون والأداب 1997 – الكويت
2. السعودية هيئة حقوق الإنسان 1428 هـ
3. الكويت الهيئة العامة للشباب والرياضة، معرض الدمار الشامل للغزو-كويت1994م
4. الكويت وزارة الاعلام الخاريجي – تحرير الكويت 1990 م
5. السعودية مركز الملك عبد العزيز للحوار الوطني -2010 م
6. الإمارات مهرجان دبي الدولي للشعر العالمي 2009
7. السعودية نادي الجوف الأدبي 2007 م
8. السعودية نادي الحدود الشمالية الأدبي – عرعر – 1431هـ
9. السعودية نادي المنطقة الشرقية الأدبي 2007 م
10. الكويت مهرجان القرين الثقافي 1994م
11. الكويت جمعة الثقافة والفنون 2011م
12. السعودية تكريم مجلة أصداف 1997 م
13. السعودية مهرجان صيف القريات 31
14. السعودية جائزة محمد الأحمد السديري 1329 هـ
15. السعودية مهرجان وتتويج شاعر العرب 2010 م
16. الكويت وسام تحرير دولة الكويت 1992 م
17. ا الكويت لمجلس الوطني للثقافة والفنون والأداب الكويت—1997
18. الكويت النادي العلمي الكويتي 1996 م
19. السعودية شكر إمارة تبوك من الأمير فهد بن سلطان بن عبد العزيز 1428 هـ
20. السعودية شكر الأمير مشعل بن عبد العزيز آل سعود 2008 م
21. الكويت تكريم تلفزيون رواسي 2016 م

### الدروع المهنية
1. الكويت مديرية التوجية المعنوي
2. الكويت وسام تحرير الكويت
3. الكويت  السعوديةمعركة عاصفة الصحراء
4. الكويت وسام تحرير دولة الكويت
5. الكويت مديرية التوجية المعنوي-الكويت
6. الكويت المحافظة على الحياة الفطرية-الكويت
7. الكويت الهيئة العامة للشباب والرياضة-كويت
8. الكويت وزارة الإعلام الكويتية -تغطية الاعلامية لعملية تحرير الكويت
9. الكويت رئاسة الأركان العامة للجيش-الكويت
10. الكويت الأركان العامة للجيش

### دروع الأحبة
1. السعودية تكريم الضواوية من عنزة
2. السعودية تكريم مسابقة جهجاه بن حميد، عتيبة
3. السعودية تكريم موقع العميرة، من عنزة
4. السعودية تكريم المصاربة، من السبعة من عنزة
5. السعودية تكريم صواعد، المصاليخ من عنزة
6. السعودية تكريم شعراء قبيلة عنزة
7. السعودية تكريم مسابقة شاعر الوطن، سعود القت المطيري